# Gesamtministerium Metzsch-Reichenbach I
Das Gesamtministerium Metzsch-Reichenbach I bildete vom 15. Juni 1901 bis zum 10. Februar 1902 die von König Albert berufene Landesregierung des Königreichs Sachsen. Im Zuge der Finanzkrise Sachsens 1902 reichte Metzsch-Reichenbach seinen Rücktritt ein, blieb aber nach dem Rücktritt des Finanzministers mit einem neuen Kabinett im Amt.
| Amt                                                   | Name                          |
| ----------------------------------------------------- | ----------------------------- |
| Vorsitzender des Gesamtministeriums, Äußeres, Inneres | Georg von Metzsch-Reichenbach |
| Justiz                                                | Konrad Wilhelm von Rüger      |
| Finanzen                                              | Werner von Watzdorf           |
| Kultus und öffentlicher Unterricht                    | Paul von Seydewitz            |
| Krieg                                                 | Paul von der Planitz          |